# Střední průmyslová škola Teplice
Střední průmyslová škola Teplice (zkráceně SPŠ Teplice) je střední škola v Teplicích, která nabízí vzdělání v různých oborech jako je obor strojírenský, dopravní a informační technologie. Sídlí v centru Teplic na Benešově náměstí č.p. 491/1. Výuka probíhá od roku 1860. Od roku 1951 slouží budova jako Průmyslová škola.

## Historie
První zmínky o škole jsou z roku 1854, kdy v době lázeňské sezóny přijel císař František Josef I. uzavřít sňatek s Alžbětou Bavorskou. Toho dne, 24. dubna, se po výstřelech děl z Letné a mši dvojice dostavila ke Koňskému trhu (dnešní Benešovo náměstí), aby zde symbolicky zasadila dvě lípy a poklepala na základní kámen nové městské školy.
Budova byla postavena pražským stavitelem Terebou. Část nákladů na stavbu poskytl Izraelský kulturní spolek, který získal jednu třídu pro výuku židovských dětí. Škola byla dokončena v roce 1859 a poskytovala 14 učeben, 2 kreslírny, učitelské byty a kabinety. Tereba se ke škole vrátil v roce 1861, aby dostavěl školní kapli, která je se školou spojena.
Budova městské školy se stala největší stavbou mezi Školní a Kapelní ulicí. Byla v ní umístěna obecná a nižší reálná škola, měšťanská, řemeslnická pokračovací, vyšší dívčí a škola pro židovské děti.
Roku 1874 byla dokončena samostatná budova v Kapelní ulici (dnes Střední zdravotní škola), kam se přesunuly dívčí školy. Roky 1893 a 1936 byly ve znamení přestaveb a rekonstrukcí.
V letech 1951 a 1952 se sloučily obě základní odborné školy a umístily se do dosavadní školní budovy na náměstí Dr. Edvarda Beneše. Zpočátku se na škole vyučovaly tři obory: oděvní, hornické a kovoelektrodělné. Obory byly rozděleny do 37 tříd s 1129 studenty. Po čase se otevřela nová odborná škola s vyučováním přesného strojírenství pod závodem Somet v Trnovanech.
Roku 1965 byl vypracován projekt na přestavbu školní kaple. Ta byla přestavěna na tělocvičnu, kabinety a školní dílny během deseti let. V roce 1980 se rekonstruovala střešní krytina a v letech 1985 a 1987 oprava fasády, respektive ústřední topení, kanalizace a vodovodní potrubí.

## Studijní obory
Všechny vyučované obory jsou čtyřleté a s maturitou. Vyučování je denní, bezplatné a studenti se učí 2 jazykům. Zde jsou uvedeny obory vyučované v posledních letech:
- Informační technologie
- Strojírenství CAD-CAM
- Silniční doprava

## SRPŠ
Od 19. března 2003 je registrováno jako občanské sdružení u Ministerstva vnitra zdejší Sdružení rodičů a přátel školy při SPŠ v Teplicích.

## Sloučení škol
Od 1.9.2011 došlo ke sloučení tří teplických škol a to průmyslovky, Hotelové školy Teplice a Obchodní akademie. Vznikla tak Hotelová škola, Obchodní akademie a Střední průmyslová škola, Teplice, Benešovo náměstí 1, příspěvková organizace (SOSTP).